# 용치놀래기
용치놀래기는 농어목 놀래기과의 물고기이다.

## 모양
몸길이 25cm 정도로 길쭉하고 납작한 모양이다. 입이 작고 양 턱에 2-4개의 송곳니가 있다. 수컷은 가슴지느러미 뒷쪽에 큰 흑색 반점이 있고 암컷은 전체적으로 붉은 빛이 감돈다.

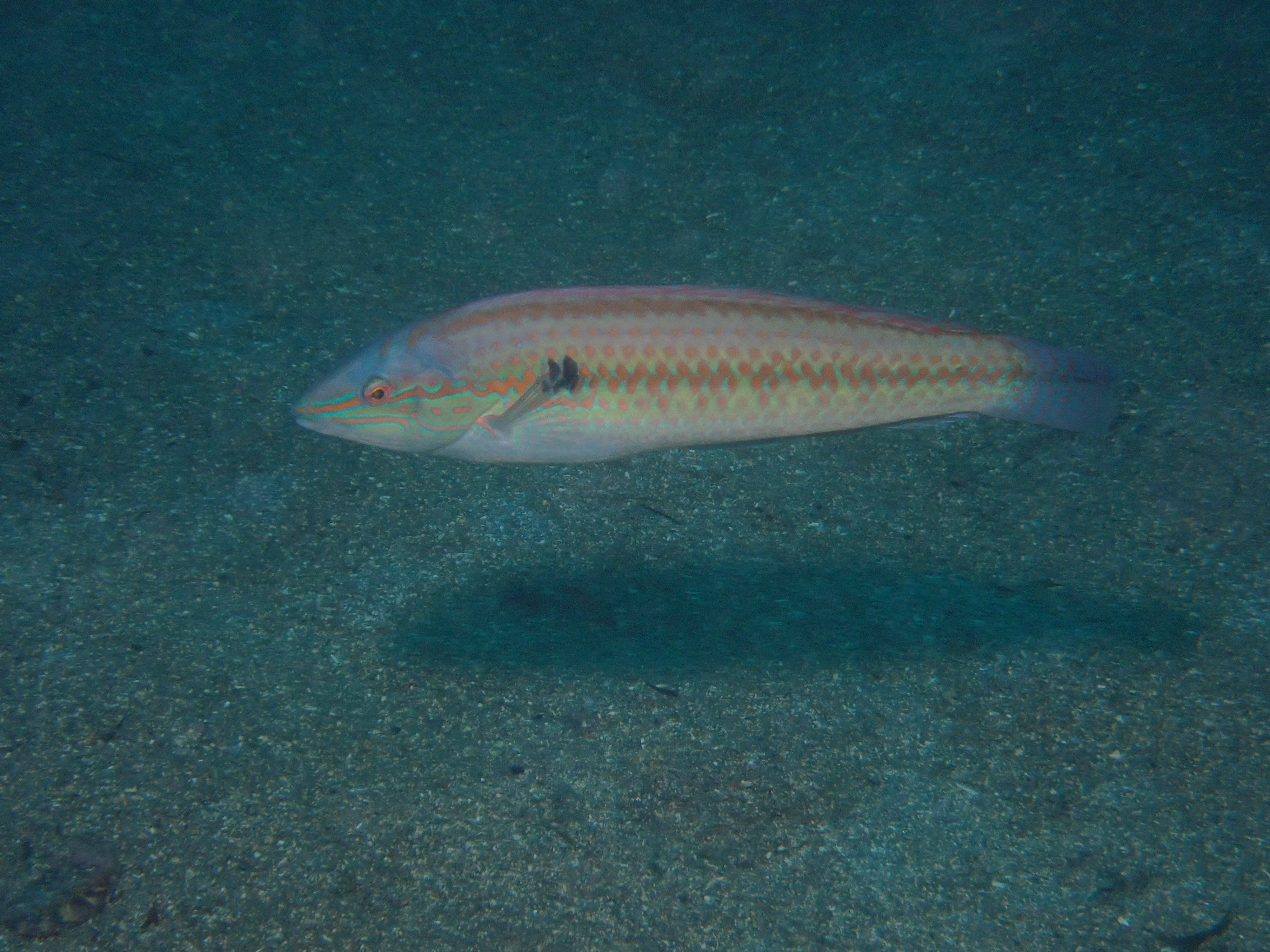
수컷
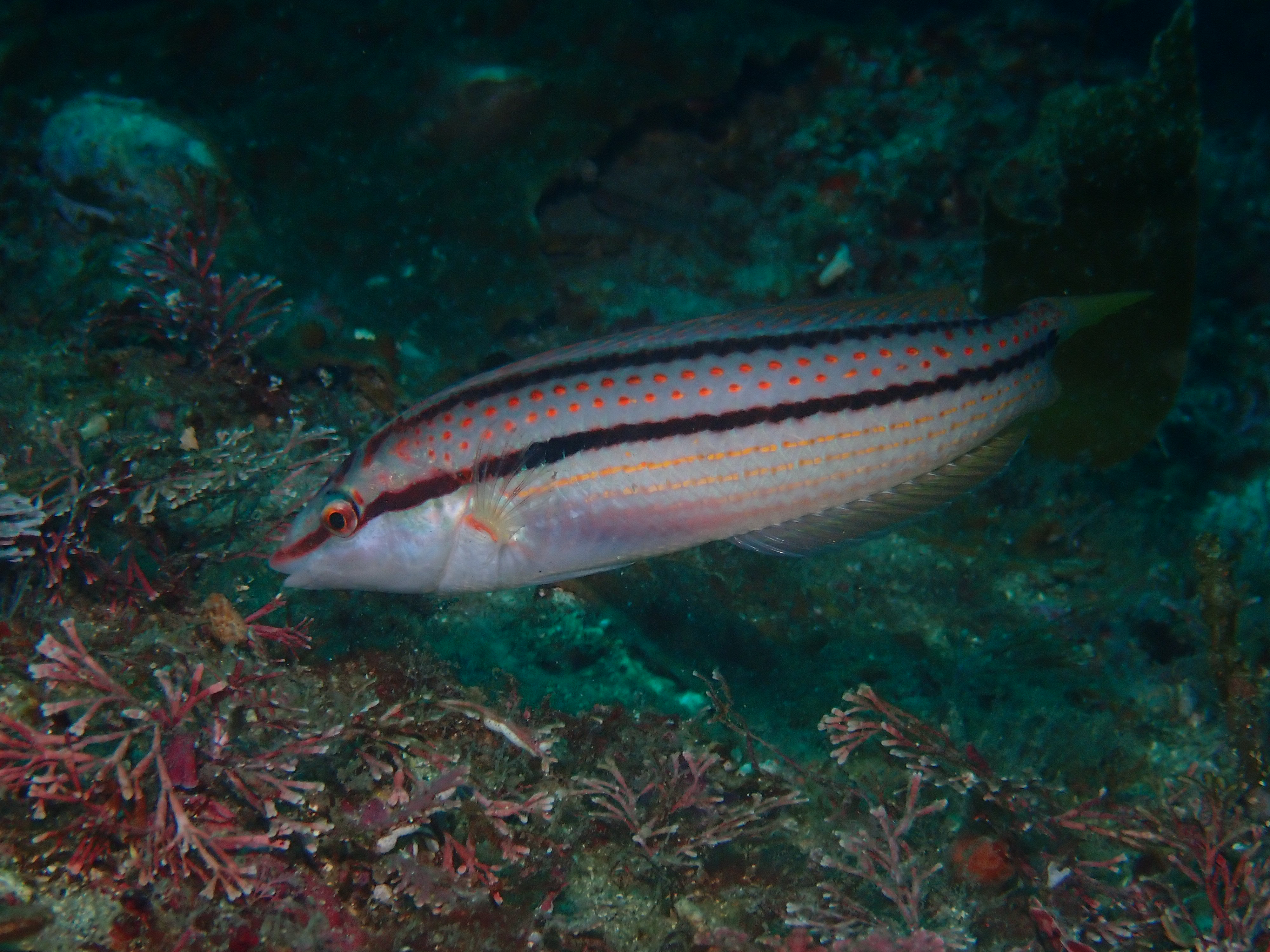
암컷

## 생태
내만성 어류로 연안의 얕은 바다나 만 안쪽에 산다. 대한민국과 일본, 동중국해, 필리핀 등에 서식하고 있다. 겨울철에는 수심이 깊은 물로 들어가 월동하고 봄이 되면 수심 3-5 m의 얕은 해안가로 서식지를 옮겨 산란한다. 산란 시기는 한반도 남해안의 경우 늦봄인 4월 - 6월고 제주도의 경우 6월-8월 무렵이다. 태어날 때부터 수컷인 것과 암컷으로 태어났으나 수컷으로 전환되는 것이 있는 자성선숙어이다.
잡식성으로 갯지렁이, 조개, 새우, 다른 어류의 알 등을 먹는다.

## 요리
바닷낚시로 잡은 것을 회로 먹는 경우가 많다. 지방이 거의 없어 담백한 맛을 낸다. 용치놀래기 회 100g 의 영양성분은 다음과 같다.
| 항목     | 내용    |
| -------- | ------- |
| 열량     | 85 Kcal |
| 탄수화물 | 0.4 g   |
| 단백질   | 19.3 g  |
| 지방     | 0.2 g   |